# 巴力·瓦差拉信德胡
巴力·瓦差拉信德胡（1992年12月10日—）是一位泰国政治人物，常以其綽號“Itim”（ไอติม）見稱。

## 家世
巴力生於一個家世顯赫的泰國家庭。巴力的父母都是醫生，而他的母親阿利薩·瓦差拉信德胡是前任泰國總理及民主黨領袖阿披实·威差奇瓦的長姐。

## 教育
巴力在英国英格兰伊顿公学完成中學學業。和他的舅父阿披實一樣，巴力獲得了牛津大学聖約翰學院哲學、政治學及經濟學學士學位。巴力在牛津大學就讀期間，曾在2014年被選為牛津大學最大型的學社及世界上歷史悠久的辯論學社之一牛津大學辯論社的社長，而他也是辯論社的首位泰裔社長。
巴力曾於2009年舅父阿披實任職總理時在泰國總理府作實習生。

## 早年經歷
在畢業後，巴力原本希望從政，但由於當時泰國仍處於軍事獨裁下，泰國並沒有計劃中的選舉。巴力於是成為麥肯錫公司的顧問，並負責東南亞地區的幾個項目。

## 政治生涯
巴力在等待軍政府宣佈舉行選舉期間，曾在2018年5月4日起主持和共同製作一個名為的PPTV HD頻道電視節目。
2018年12月26日，巴力被提名為2019年泰國眾議院選舉中曼谷第十三選區（挽甲必县與翁通郎縣部分地區）議席候選人。民主黨于該年大選中大敗，失去了其傳統票倉曼谷的所有議席。參選曼谷第十三選區議席的巴力僅得票第四。
巴利後在民主黨加入人民國家力量黨主導的執政聯盟後退黨，加入前進黨並任黨職。他在2023年泰國眾議院選舉中入選前進黨比例代表名單並成功當選。

## 選舉紀錄
| 年度 | 選舉屆數             | 選舉區           | 所屬政黨 | 得票數     | 得票率 | 當選標記 | 備註 |
| ---- | -------------------- | ---------------- | -------- | ---------- | ------ | -------- | ---- |
| 2019 | 第二十五屆眾議員選舉 | 曼谷第十三選舉區 | 民主黨   | 17,958     | 17.06% |          |      |
| 2023 | 第二十六屆眾議員選舉 | 比例代表         | 前進黨   | 14,438,851 | 38.01% |          |      |

## 個人生活
巴力曾與泰國第3電視台的女演員娜塔妮查·納瓦塔納瓦尼有過三年的戀情而為人所知。兩人已在2017年分手。

## 外部連結
- 巴力·瓦差拉信德胡的Facebook專頁
- 巴力·瓦差拉信德胡的X（前Twitter）